# Zabłocie (Bokinka Królewska)
Zabłocie – część wsi Bokinka Królewska w Polsce, położona w województwie lubelskim, w powiecie bialskim, w gminie Tuczna.
W latach 1975–1998 Zabłocie należało administracyjnie do województwa bialskopodlaskiego.